# 明清北京城
39°53′55″N 116°21′04″E / 39.898728°N 116.351025°E

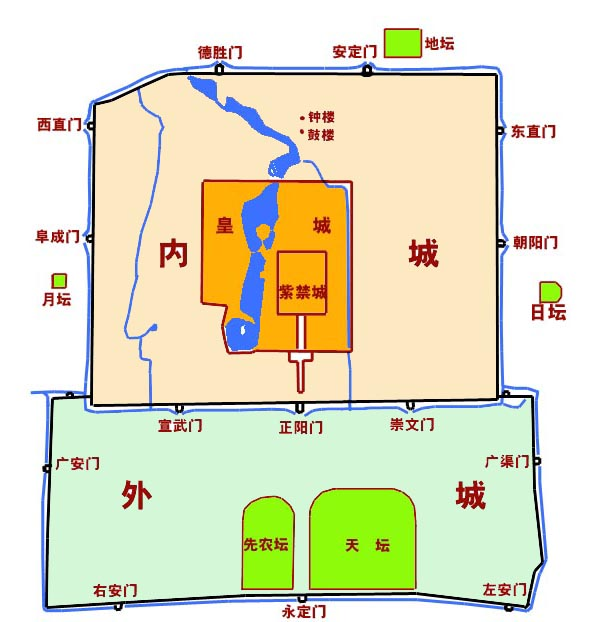
北京城池平面图

明清北京城是中国历史上最后两代王朝明和清的都城——京师顺天府城防建筑的总称，从内到外由宫城（即紫禁城）、皇城、内城、外城4道城池组成，包括城墙、城门、 瓮城、角楼、敌台、護城河等多道设施，是世界存世面积最大、保存最完整的城市防御体系。北京城池自元世祖忽必烈于至元四年（1264年）兴建的元大都开始计算，已有850多年的建城建都史，奠定了明清北京城风貌的是明成祖朱棣在永乐四年（1406年）开始的筑城迁都计划；明嘉靖帝三十二年时（1553年）增筑外城，形成了今日北京城“凸”字型的布局。北京城是中国历史上兴建的最后一座帝王都城，作为完整跨越两代中央王朝的文化、经济、军事和政治中心，在许多方面集中了明清时期中国城池建设的最高水平，是中国传统文化在城市设计与城市规划上的集大成之作。
北京城池的变迁始自明末1644年李自成出逃时对城墙建筑的焚毁。清末1900年八国联军攻城时曾有过较大破坏，其后历任的中华民国北洋政府、国民政府等都对北京城池进行过拆改，至1949年北平和平易帜时，北京城池整体风貌保存尚好。中華人民共和國建都北京後，因为交通发展和修建地铁的需要，北京城池自1958年起逐渐被市政府拆除、改造。目前，城池的核心——宫城（紫禁城）尚保存完整；皇城剩餘的有城门天安门一座、南皇城墙一段保留较完好，东皇城墙尚有一段明代残余；内城拆改严重，现存正阳门城楼与箭楼、德胜门箭楼、东南角楼以及崇文门一段残余城墙，西便门桥段也有一段城墙遗址；外城被完全拆除，只有位于中轴线最南端的永定门后被重建。对城池的拆除在1970年代后期停止，2000年后陆续开始复原部分城墙、城楼、箭楼等。现今的北京城墙已被环绕着的二环路取代，为完全恢复城池原貌带来难度。

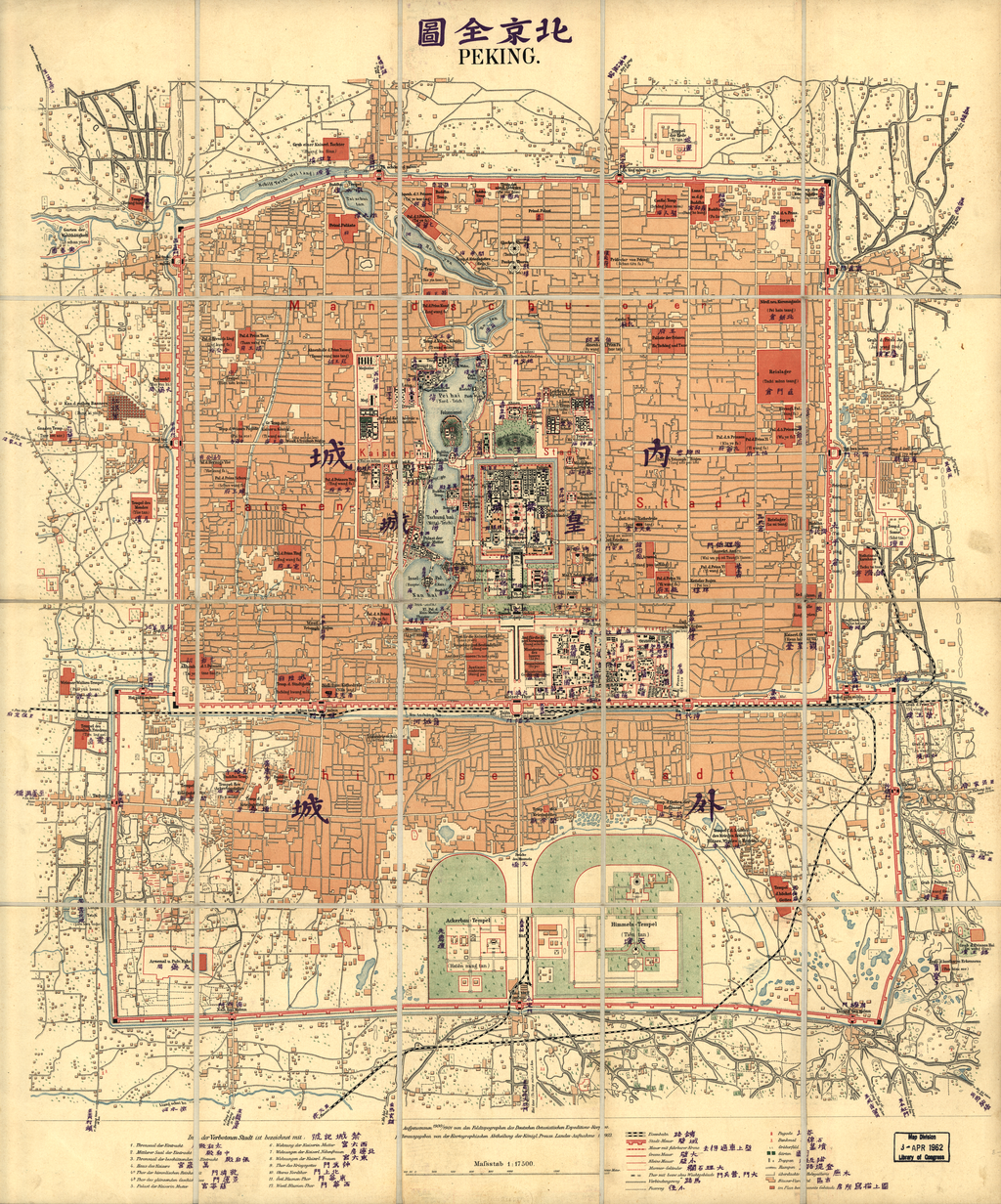
1914年普鲁士皇家軍火協會绘制的北京城池地图

## 建城史

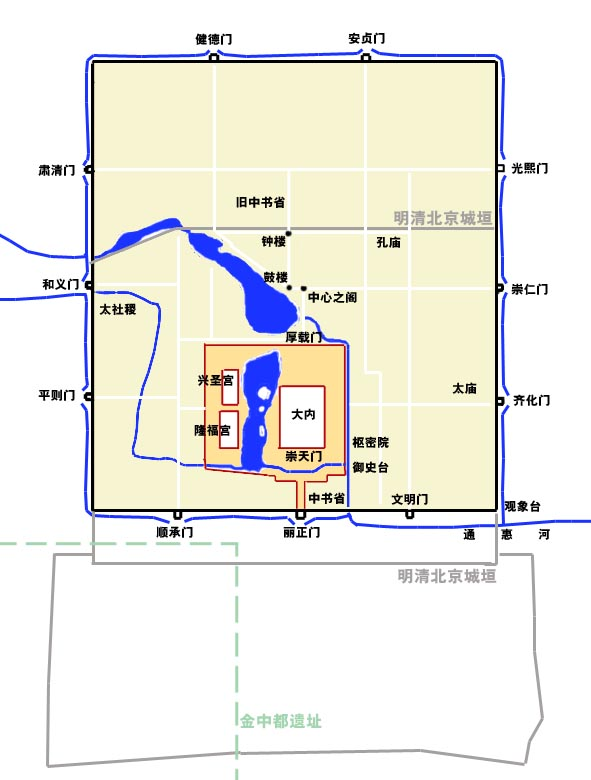
元大都与明清北京城对比，西南虚线内为金中都

### 元代
北京城的前身最早可追溯到元世祖营建的元大都城。元朝定鼎中原后，元世祖忽必烈决定建设大城作为元都，于世祖至元四年（1264年）下诏，在原金中都东北方向营建元大都（突厥语称为汗八里）。大都设计时参照《周礼·考工记》中“九经九轨”、“面朝后市”、“左祖右社”的记载建设，规模宏伟，规划严整，设施完善。
大都城开城门11座，其中东、南、西三面各三座，北面为两座。东面三门由北向南依次为：光熙门、崇仁门，齐化门；西面三门由北向南依次为：肃清门、和义门、平则门；南面三门中：丽正门居中，顺承门在西，文明门在东；北面两门中：健德门在西，安贞门在东。

### 明代
洪武元年八月（1368年），明将徐达攻陷元大都，太祖改大都为“北平”。由于元顺帝不战而逃，元大都城未受炮火而完整保存。当时明军新胜而大都城大不利防守，徐达遂在北城墙南面5里（实2.8公里）处建起新城墙，放弃原北城墙土地；同时以砖包砌城墙，“以固其坚”。洪武四年（1371年）后，元大都的北城墙被废弃，夯土外露，被称为“土城”，原北城墙上的安贞门和健德门，以及东、西城墙上最北边的光熙门和肃清门也因此废弃（元大都土城现存北段、西段城墙遗迹和护城河遗址，肃清门瓮城土墙南半部遗迹也清晰可见）。
洪武三年（1370年），太祖朱元璋封四子朱棣为燕王，就藩北平城。建文元年（1399年），朱棣发动靖难之役，并于建文四年（1402年）夺位，次年改元永乐（1403年）。永乐四年（1406年）朱棣改北平为北京，命陈珪为工程总指挥“董治其事”。其时，北平城只是北平布政使司首府和藩会，城池规制稍嫌简狭，不利于对蒙古余党的防守，也不符合帝都之规格。此为明代北京城营建的初衷。

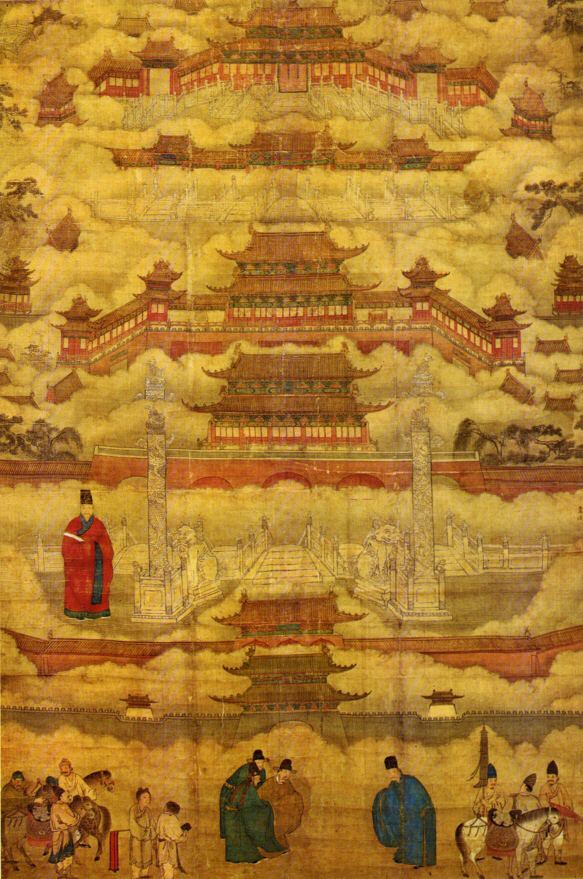
帝都图卷，明中期绘（1500年）

永乐四年（1406年）开始，明成祖朱棣实施了一系列扩建北京城的计划：当年，在原北平燕王府的基址上营建西内；永乐七年（1409年）开始营建昌平天寿山长陵，示天子戍边以发民筑城；九年疏浚会通河，十三年凿清江浦，使运河连贯畅通，保证建设的物资与粮食供给；永乐十四年（1416年）起，摹仿南京皇宫营建北京宫殿。十八年（1420年），建成紫禁城宫殿、太庙、太社稷（中山公园）、万岁山（景山）、太液池（今北海、中海）、十王府、皇太孙府、五府六部衙门和钟鼓楼，同时将城墙南段南移800米（0.8公里），以修皇城墙。永乐十九年（1421年），朱棣正式迁都北京。迁都后在南郊修建了天地坛（天坛）和山川坛（先农坛）两祭坛。有资料认为明成祖将北京城的中轴线东移百五十步，以魇镇前朝王气 （页面存档备份，存于）
明英宗正統元年至十年（1436年至1445年），英宗朱祁镇对北京进行了第一次增筑，工程包括：将城墙全部用砖包砌；于九门上增建城楼，增筑瓮城、箭楼；城池四角增建角楼；各门内道立牌坊一座；护城河上木桥全部改砌为石桥，桥下加设水闸，河岸亦用砖石铺造驳岸；在京北设昌平城、拱极城（宛平城）二城，与北京城互为犄角；加设内长城等拱卫。整修后的京师内城墙周长45里。持续近十年的一系列增筑使北京城形成了坚固的城防体系。
明世宗嘉靖时期，世宗朱厚璁对北京进行了第二次增筑。明朝后期，正阳门外聚集的人口增多，嘉靖三十二年（1553年）给事中朱伯辰上书陈说城外人口激增，应添修外城防护外族侵扰，时北京城郊尚遗有金、元故城“周可百二十公里”，“增卑补薄，培缺续断，可事半而功倍”。这与中国古代城市“内城外郭”的重城制相吻合，因此嘉靖帝下诏增筑。后财政拮据，著名权臣严嵩巡视后提出先筑南面城墙，待财力充裕再“因地计度，以成四面之制”，于是将北京城南已经筑起的一面城基，“东折转北，接城东南角；西折转北，接城西南角”，外城自嘉靖三十二年动工，当年十月完工，三面城墙全长28里，从而形成了北京城池“凸”字形的格局。

### 清代

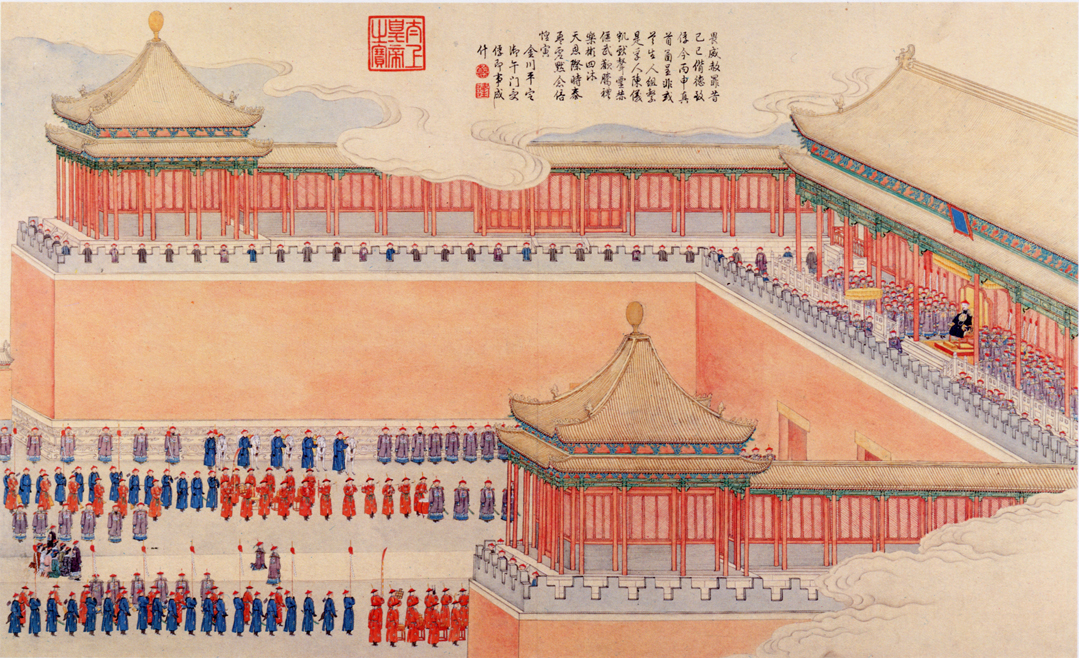
清绘午门献囚礼（18世纪）

清代北京城基本沿袭了明代北京的格局，对皇城内规制有所裁撤，将明代皇城内的大量内廷供奉机构改为民居，同时将内城大量的衙署、府第、仓库、草厂也改为民居。将内城划作满城，内城成为八旗专属居住区，令汉人统统迁往外城居住。清朝还在北京城内添建了大量黄教寺庙、王府，并在西郊修建三山五园等皇家园林。城池的设施、形制在清乾隆年间达到鼎盛。后清人再未对北京城池布局进行过改动，北京内外城“凸”字格局自明嘉靖后一直延续了近500年，再没有变动。

## 城池的变迁

### 明至清末

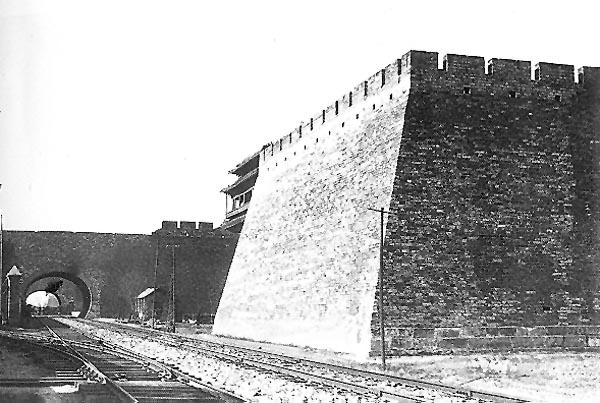
北京内城崇文门瓮城，1902年拍摄，瓮城闸楼已被英军拆除，下修铁路券洞

明清时期皇帝非常重视北京城池的保护和修葺，城墙上不得任意增开豁口，城楼、箭楼、雉堞、墙面砖体如果发生破损、塌陷和酥裂起鼓，都要及时进行维修。
据史书载，明末李自成撤离北京时，除焚烧紫禁城三大殿外，各城城楼也被放火焚毁，这是有记载的第一次对北京城池有计划的破坏（不过1960年代拆除城楼时发现，东直门和崇文门仍为明朝原构）。1900年义和团之乱时，正阳门箭楼被拳民焚毁，城楼被印度士兵焚毁；朝阳门箭楼、崇文门箭楼分别被日军和英军击毁；内城西北角楼被俄军击毁。这一年，英军扒开永定门西侧的外城城墙和天坛坛墙，将京奉铁路终点由城外马家堡延伸至天坛内（时为英美司令部）。这是北京城墙第一次被扒开豁口。1901年，英军又扒开了永定门东侧的外城城墙，将铁路终点东延至正阳门东侧，即后来的正阳门东火车站（前门火车站），以便使馆人员战乱时撤至天津。此外英军还将东便门南的外城东城墙扒开，修建了通州至东便门的铁路线。

### 中华民国时期

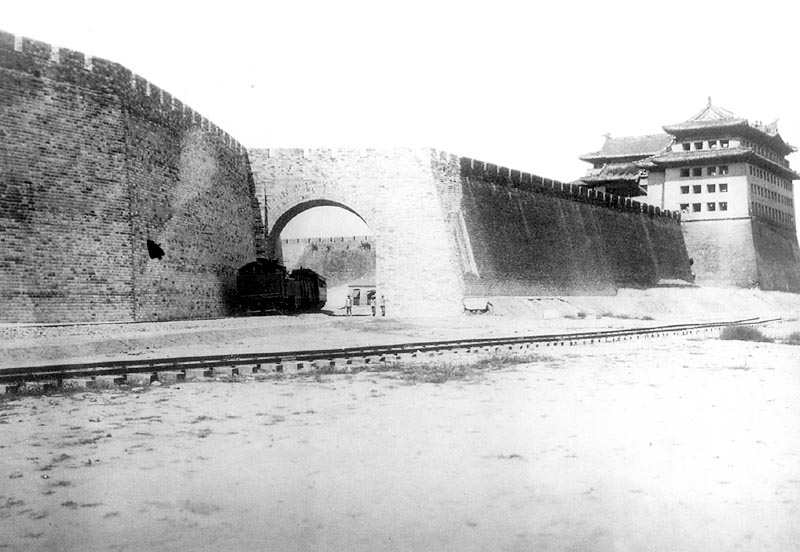
北京内城东南角楼，墙体开辟券洞，供环城铁路通行

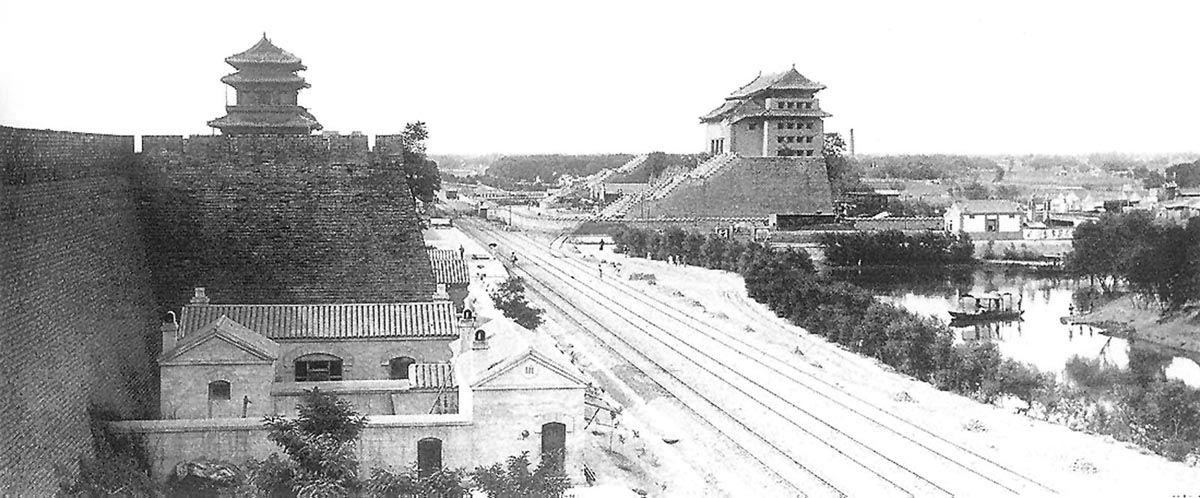
北京环城铁路穿朝阳门而过

1912年至1949年期间，北洋政府、中华民国政府和华北维新政府都对北京城池进行了有计划的拆除和改动。1915年，北洋政府修建北京环城铁路，将东北和东南角楼附近敌台拆除，角楼两边城墙上各辟券洞；德胜门、安定门、朝阳门、东直门的瓮城及闸楼都被拆除，以便环城火车从中穿过。此外，正阳门瓮城也被拆除，以改善前门地区的通行条件。为方便交通，还在内城城墙上开辟了和平门、建国门、复兴门等通道。皇城城墙除南面和西南面保留一段外，也被陆续拆除。
北京内城、外城的一些过于残破的城楼、箭楼和角楼由于缺乏修缮经费，也在20世纪20年代和30年代陆续被拆除。到1949年时，北京城池一部分城楼、瓮城已不存，城墙上被新辟了大小城门若干，然而城墙总体上没有大的中断，其“凸”字型布局尚存；除一些角楼外，大部分城楼、箭楼、敌楼也保存完好。

### 中华人民共和国时期
1949年，中华人民共和国定都北京。此后，中央政府认为北京城墙妨碍建设现代交通、不利于城市规划，因而决定将其彻底拆除。北京城墙的拆除经历了一个较长的过程。20世纪50年代外城城墙被彻底拆除；内城城墙从1953年开始陆续拆除，至文化大革命期间北京修建战备地铁，内城城墙被彻底拆除。
北京城墙的存废问题自建国伊始就引发了十分激烈的争议。以梁思成为代表的保留派认为城墙应整体保留，城内外交通问题只要多开几个豁口就可解决，此外，北京城的西段城墙在永定河泛滥时还可以起到防洪作用。主张保留城墙的人包括红学家俞平伯、时任文化部副部长的郑振铎、苏联专家团部分专家等。迫于当时强大的政治压力，保留派的声音被压制住。“大跃进”结束之后，北京城墙的外城已全部拆除，内城拆除一半。 
进入60年代后，中苏交恶，战争一触即发。北京地铁的修建被提入日程。1965年7月1日，北京地铁1号线开始建设。当时修建地铁采用开挖明渠然后加盖覆盖的方法，施工路线所经过的地区，地面建筑需全部拆除。考虑到居民拆迁、占路施工等问题，因此地铁东段（城区之内）的路线大部分沿着北京内城的城墙基址。
从1950年代城墙开始拆改，到1965年大规模拆除城墙的这段时间里，北京城墙的拆除工作主要由北京市的市政和道路建设部门负责，此外各工厂、及街道居民也以义务劳动的形式参加城墙的拆除工作。地铁施工开始后，为加快工程进度，铁道兵部队也参加到城墙和城门的拆除工作中。地铁一期工程拆除了内城南墙、宣武门、崇文门，全长23.6公里。二期工程由北京站经建国门、东直门、安定门、西直门、复兴门，沿线拆除城墙及城门，全长16.04公里。其中，西便门附近一段长约100米的内城城墙因为被地铁施工单位用作堆放建筑材料的货场围墙而未被全部拆除，但北端墙体被削去近一半的厚度。崇文门东至东南角楼的一段内城城墙则因为地铁线路不需从该处经过而得以部分保留，但墙顶亦被削去，墙砖被居民拆走挪作他用。从1972年起，为了在地铁环城段上方修建二环路，以及在前三门地区修建高层住宅，北京内城东、西、南三面的护城河被陆续加盖，改为暗沟。
1978年改革开放后，美籍華人建築家贝聿铭受政府邀请，回国就发展和城市规划提供咨询。当时贝聿铭被邀请设计10幢现代化饭店，包括在紫禁城附近建一幢龐大的高層建築，但被貝聿銘拒絕，他還敦促當局頒布禁令，保護紫禁城不受現代化發展的「破壞」。
至1979年国务院下令停止拆除残余城墙、保护城门时，北京城池遗存的只有正阳门城楼、箭楼，德胜门箭楼，东南角楼，内城护城河北段，以及北京站南和西便门东北方向两处内城城墙残余。北京城池至此大体上已不复存。

### 历史上北京城的陷落

#### 明代一次陷落
- 明崇祯十七年（1644年）三月十九日（阳历4月25日），闯王李自成率领农民军攻入北京城。

#### 清代两次陷落
- 1860年（清咸丰十一年），英法联军攻入北京城。
- 1900年（清光绪二十六年），八国联军攻入北京城（是次亦为明清北京城城防建成以来唯一一次真正意义上的被外部势力强行攻破）。

#### 民國时期日军围城
- 1937年（民国二十六年），日軍攻入北平。

## 城池布局

### 外城

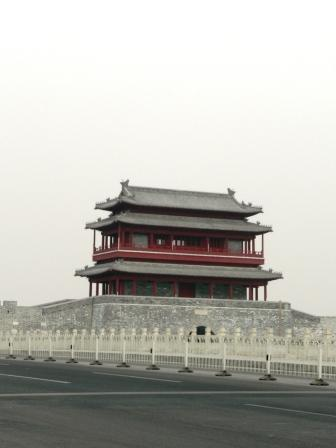
重修后的永定门

1553年（明朝嘉靖三十二年）间增筑。又称“国城”、“外郭”。城墙长28里，高7.5米至8米，底宽约12米，顶宽约9米。东南角因避让水洼而向内曲折，被附会为“地陷东南”。
嘉靖二十八年筹划重修外城时，最初的构想为在各城门外修建关厢子城，从而形成大城居中、九座子城拱从的奇特布局。后改为环城修筑外廓，南面将天坛南墙包入，然后东西两路向北（位置大约在内城城墙外2000米处），至洪武除年被废弃的元大都土城的东垣和西垣南端，然后从土城取土，修建北面、东北和西北三段城墙。外城总长度预计在120里左右，与内城构成“回”字形布局，辟门十一座，南、东、西各三座，北面两座。
1550年（嘉靖二十九年）开始修筑前三门外的关厢城（三座独立于城门之外的小城），但由于需要拆毁的店铺民房甚多，民情汹惧，工程不久停止。1553年（嘉靖三十二年）又决定利用元大都土城遗址，四面环绕修筑京城外郭城。最初规划的外城长七十里，东西十七里，南北十八里，设城门十一座、敌台一百七十六座，西直门外和通惠河设置水闸两处，其它低洼地带设置水关八处。由于工期浩大，在严嵩建议下，改为先修筑南面城墙，将正阳门外的大片繁华市区包入。此议得到嘉靖帝的许可，外城工程于嘉靖三十二年闰三月开工，同年十月南段竣工。后因用兵频繁，加之嘉靖三十六年（1557年）紫禁城大火使明廷集中财力物力重建宫殿，外城一直没有再筑。嘉靖四十五年（1564年）增筑外城各城门的瓮城。

#### 外城城墙
北京外城三面长28里（14.409公里），呈东西宽、南北窄的扁长形，辟七门，四角建角楼四座。城墙内为夯土，外包砖石。外城城墙外层包砖1米左右，多为明代大城砖，内层包砖0.7米左右，多为清代小城砖。外城通高6至7米，顶厚10至11米，基厚11至15米。西段城墙最窄，顶厚平均为4.5米，基厚7.8米。
外城城墙、城门和角楼于1951年至1958年陆续拆除。

#### 外城城门
北京外城共有七门，南面三门，东西各一门，此外还有两座便门。外城的城樓都比內城矮小。最高大的是位於中軸線最南端的永定門，城樓約高20米，為重檐歇山頂，面闊7間，進深3間，於正陽門遙相呼應。其次是廣寧門（現名廣安門），该门只是比永定門矮了一點。廣渠門、左安門、右安門都是單檐歇山頂一層的城樓，高度仅15米左右，東便門和西便門形制更小。
外城城门于明代建成后只有瓮城，直至乾隆时期才增筑箭楼。与城楼相同，外城箭樓的形制也比内城箭楼更小。永定門箭樓正面有兩排箭孔，每排7孔，左右兩側兩排箭孔，每排3孔，共26個箭孔。箭樓的後面沒有抱廈，只有一道門。而廣安、廣渠、左安、右安四門又次之，只设22個箭孔。東便門和西便門最小，只有8個箭孔。与内城瓮城不同的是，外城瓮城城门均设在箭楼下，与城门门洞在一条直线上，且瓮城内无关帝庙。

##### 永定门
位于外城南垣正中。清朝乾隆三十一年（1766年）仿照内城城门重建，为重檐歇山顶灰筒瓦绿琉璃剪边，两层楼，通高26米，面阔五间（24米），进深三间（10.5米）。箭楼规制甚小，面阔仅三间（12.8米），进深一间（6.7米），单檐歇山顶灰瓦。瓮城为方形，东西宽42米，南北深36米，外侧两端抹为圆角。箭楼辟两层箭孔，南面每层7个，东西每层3个。箭楼城台下辟单孔券门。永定门瓮城于1950年拆除，箭楼、城楼于1957年拆除。2004年在原位重建了城楼。

##### 左安门
位于外城南垣东端。城楼为单层单檐歇山式，灰筒瓦，面阔三间（16米），进深1间（9米），高6.5米，连城台通高15米。瓮城为半圆形，东西宽23米，南北深29米。箭楼为单层单檐歇山小式建筑，灰筒瓦顶，面阔三间（13米），深一间（6米），高7.1米，箭孔和瓮城门洞设置与永定门相同。1930年代将城楼、箭楼拆除，1953年将两楼城台及瓮城拆除。
- 左安门俗称“江擦门”。“江擦”为“礓磋”（jiāng cuō）的谐音，在中国古建筑中，礓磋（或作“礓礤”(jiāng cǎ)）指石制的、没有梯级的坡状台阶。

##### 右安门
位于外城南垣西端。俗称“丰宜门”（因金中都丰宜门故址在其附近）或“南西门”。其城楼、瓮城、箭楼的规制与尺寸同左安门相同。1956年将瓮城、箭楼拆除，1958年将城楼拆除。

##### 广渠门
位于外城东垣正中偏北。俗称“沙窝门”。规制与左安门相同。1930年代将箭楼拆除，1953年将城楼、瓮城拆除。
- 崇祯二年明将袁崇焕曾在广渠门外战败后金军队。1900年八国联军进攻北京时，初未攻打此门，因此广渠门守军前往其他城门支援。英军趁此门防守空虚的机会将其攻破，然后在天坛中架炮轰击崇文门，将内城攻破。

##### 广安门
位于外城西垣正中偏北。明代称广宁门，又名彰义门（该门与金中都彰义门在同一轴线上）。清朝道光年间为避清宣宗旻宁之讳改为现名。城门原规制与广渠门相同，乾隆三十一年，因该门为南方各省人士进京的主要通路，为壮观瞻，故提高城门规格，仿永定门城楼加以改建。改建后的广安门城楼高两层，重檐歇山顶灰筒瓦绿琉璃剪边，通高26米，面阔三间（13.8米），进深一间（6米）。瓮城原为半圆形，乾隆时改建为圆角方形，宽39米，深34米。广安门瓮城及箭楼于1940年代拆除，城楼于1957年拆除。

##### 东便门

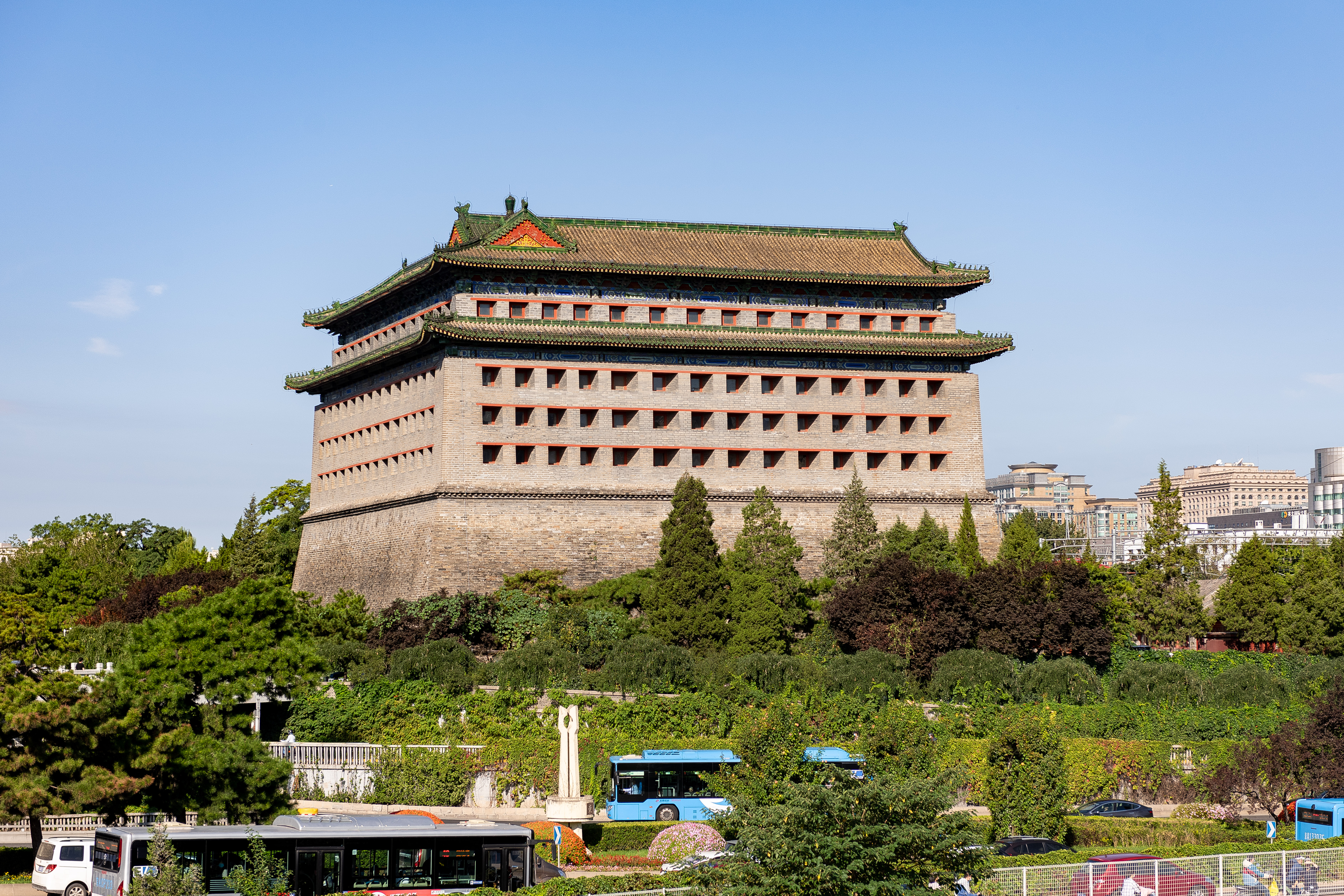
东便门附近的内城东南角楼

位于外城东北角。嘉靖时修筑外城，财力不足，因此在此处将东南角楼包入，留一临时性城门作为出入通道，故未命名，及至建成10年后才命名为东便门。城楼规制与左安门等城门相似，但更为窄小，面阔只有11.2米，进深为5.5米，城楼连城台通高12.2米。东便门城门下没有辟券门，而是设置过木式方门。箭楼为乾隆时添建，设箭孔两层，北面每层4孔，东西每层2孔。东便门瓮城、箭楼于1930年代失修拆除，城楼于1958年修建北京火车站时拆除。

##### 西便门

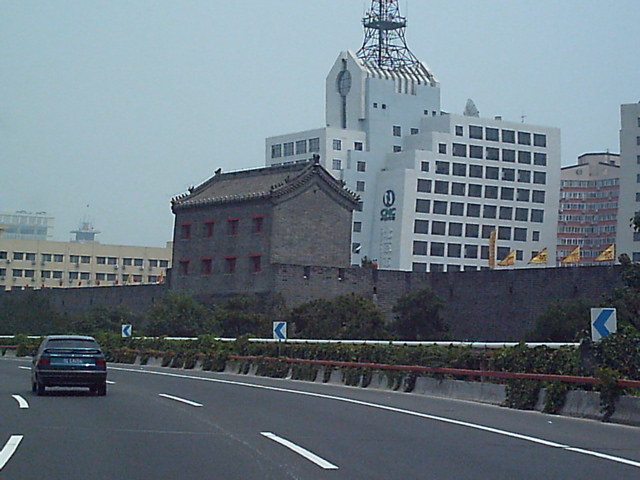
西便门城墙

位于外城西北角。城楼通高10.5米，其他形制、尺寸与东便门相同。西便门城楼、箭楼、瓮城于1952年拆除。

#### 外城角楼
外城角楼共四座，修建于嘉靖三十二年，均为单檐歇山顶十字脊方形建筑，楼高7.5米左右，面阔、进深均为一间（6米），设箭孔两层，朝外两面每层各3孔，朝城墙两面每层各2孔。外城西南、东北角楼在1930年代拆除，西北、东南两座角楼分别在1957年和1955年拆除。
因南护城河多次改道，外城东南角楼原址的一部分目前位于南护城河河道内。

### 内城
北京内城又称“京城”、“大城”。东段和西段的大部分为元大都城墙，北段和南段修筑于明朝洪武、永乐年间。城墙为夯土筑成，内侧和外侧均包城砖。通高12至15米。内城城墙的北段和南段厚度大于东西段厚度，平均底厚19至20米，顶厚16米，上有女墙。内城有城门九座，角楼四座，水门三处，敌台一百七十二座，雉堞垛口11038个。城外有宽30-60米的护城河。

#### 内城城墙

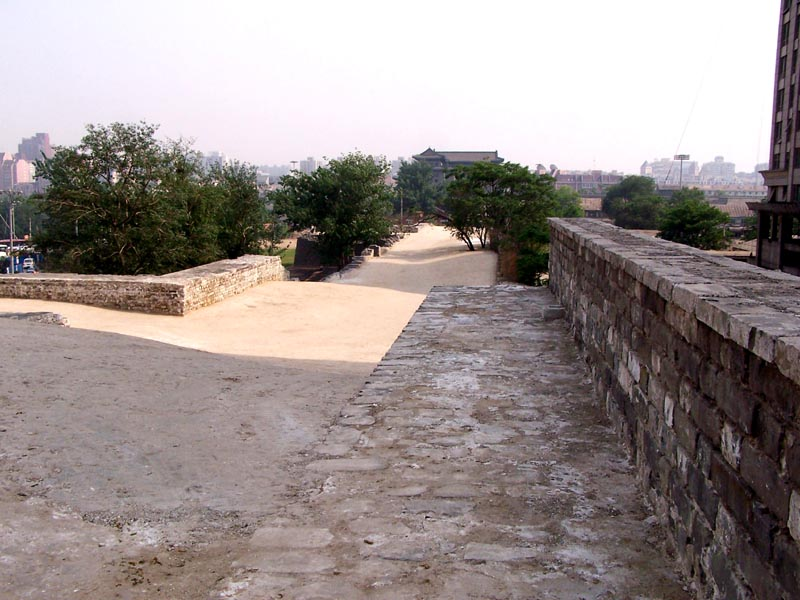
北京内城东垣南段遗址，远处建筑为东南角楼

北京内城城墙以元大都城垣为基础。洪武元年明军攻陷大都后，大将军徐达令指挥华支龙于当年在城内北部增筑一道土垣。并在其外壁包砌砖石，作为城内第二道防线。洪武四年放弃元大都北垣，以增筑的这道土垣为北城墙，并加宽、加高，并令指挥张焕计度元故皇城周围计1206丈；令叶国珍计度南城（金中都故城），周围计5328丈。
永乐四年，明成祖迁都北京后，将南城墙南扩二里，但被包在城内的原南城元朝夯土城墙未被拆毁（皇城附近处除外），而是任其自行湮灭。永乐年间，还将东西南三面城墙外壁包砌砖石。正统元年，令安南人阮安修建九门城楼、箭楼、瓮城、闸楼、角楼；正统四年，修缮城壕桥闸，正统十年令成国公朱勇将城墙内壁也用砖石包砌，北京内城城池至此基本完备。
内城城墙总长度约24公里，所围合的区域基本成东西较宽的方形，惟西北缺一角，被附会为女娲补天“天缺西北、地陷东南”之意。据遥感观测，此处原有城墙痕迹，使内城城墙呈完整的方形。但是，这里的地形为沼泽和湿地，不利于地基稳固，因此推测原城墙修筑后不久即被废弃，并修筑斜角的新城墙，将此处割出城外。

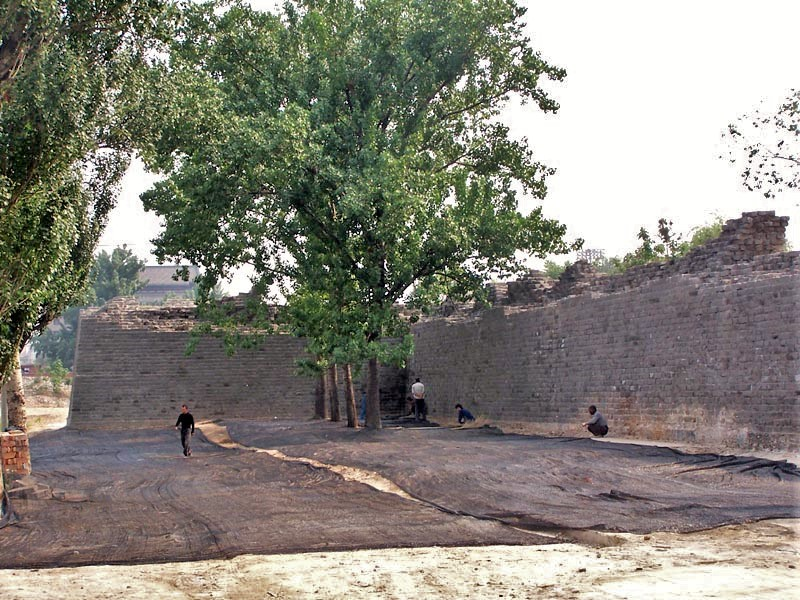
北京内城东垣南段遗址

历史上，北京内城曾多次遭到进攻，如明朝俺答汗和后金的围攻，以及清朝义和团之乱时八国联军的进攻，但因城池坚厚，除八国联军之役外，在其它围城战中均未曾被强行攻破过。
1911年，清朝灭亡后，对北京城池进行改建，为改善交通和修筑环城铁路，先后拆除了正阳门、朝阳门、宣武门、东直门、安定门的瓮城，皇城城墙和东安门。1924年，在内城城墙上新开和平门，1937年，开辟启明门（建国门）和长安门（复兴门）（这两个实是豁口）。
1949年之后，中国共产党政权对北京城池进行了大规模的拆除工作。朝鲜战争期间，为便于疏散民众，在内城城墙上增开了大雅宝胡同豁口、北门仓豁口（东四十条豁口）、鼓楼大街北豁口、新街口豁口、官园西豁口、松鹤庵胡同豁口等6处豁口。
1950年代后城墙的存废引起了争论。建筑学家梁思成以整体保护角度出发，提出保留城墙，并将其改造为环城公园。这一观点未被采纳。为修建北京地铁，内城城门和城墙先后于1965年至1969年拆除。内城护城河的东西南三面也加盖改为暗沟，成为城市下水道系统的一部分。

#### 内城城门

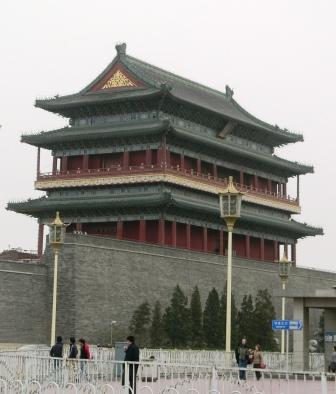
正阳门城楼

北京內城的各個城門上方都建有城樓，這些城樓坐落在通高12至13米的城台之上，與左右的城牆緊密相連。城台的下邊正中間開有一個拱形的券洞，乃为城門洞，門洞處安有兩扇對開的大門，外包鐵釘，正面有鍍銅大泡釘。門後有大門栓。
明代北京內城的城樓建於明朝正統年間，各城樓皆为重檐歇山頂，上鋪灰筒瓦，綠琉璃瓦剪邊。除了正阳门城樓为面闊7間，進深5間外，其余如朝陽門和阜成門都是三間進深。內城各城樓的具體規格也不一致。正陽門的規格最高，在各城樓中最為壯觀，崇文門、宣武門稍差一些，東直門、西直門又低一级，而德勝門、安定门、朝陽門、阜成門的規格最低。各城樓均有上下兩層，守城將士可以登樓遠眺。
北京内城各城門的外邊正前方還有一座城樓，就是箭樓。各座箭樓的形制也各不相同，正陽門的箭樓最雄偉壯觀。城台高約12米，重檐歇山頂，上鋪灰筒瓦，綠琉璃瓦剪邊，南側面闊7間，北出抱廈5間，東南西三面均設有四層箭窗，南面共有52孔，東西兩面各有21孔，前門箭樓高38米，寬52米，進深32米，是北京城內各箭樓中最高大的。在內城9門中，只有前門箭樓下面開有門洞，而且僅供皇帝出入。內城其余各門的箭樓的造型與前門箭樓基本相同，正面为重檐歇山頂，後面出抱廈五間。正面重檐下有三排箭孔，重檐上还有一排箭孔。
箭樓的左右兩側也有城牆，並且與內或外城的城牆相接，於是在各城門處形成了一個個向外鼓出的小城，此为瓮城。瓮城的平面形狀有正方形的，如東直門、西直門的瓮城；也有長方形的，如正陽門、德勝門的瓮城；還有半圓形的，如東便門、西便門的瓮城。其他瓮城基本是正方形，但在相鄰兩面牆的相接處採取了弧形而不是直角。
內城各門的瓮城各有其特點，就是同一邊的城牆上的各瓮城城門都正對而開，像東城牆上北邊的東直門的瓮城門朝南，南邊的朝陽門的瓮城門朝北，這對於軍隊從某一城門經城外調往另一城門提供了方便。西城牆上的西直門、阜成門、南城牆上的崇文門、宣武門都是如此。正陽門瓮城則是在東、南、西三面開有城門，惟獨北城牆上的德勝門、安定門是個例外，兩座瓮城的城門都朝東。

##### 正阳门

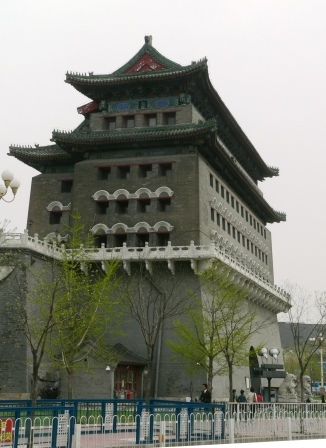
正阳门箭楼

位于北京内城南垣正中。明永乐十七年修筑，原沿用元大都城南面正中城门之名——丽正门，正统时改为现名。
正阳门城楼位于高13.2米的城台上，楼高两层、27.76米，面阔七间（41米），进深三间（21米），为重檐歇山顶，灰筒瓦绿琉璃剪边。城台正中辟有券门，门内设千斤闸。正阳门南设有箭楼，俗称“前门”，亦宽七间，后有抱厦，楼上南面设四层箭孔，每层13个（内城其余八门箭楼为每层12个箭孔），东西各设4层箭孔，每层4孔。箭楼与门楼之间为瓮城，宽108米，深85米，东西设有两座闸楼，于闸楼下开券门，门内也有千斤闸。平时箭楼及东闸楼下的城门关闭，出入百姓绕行西闸楼下券门。
正阳门箭楼在1900年义和团拳民焚烧前门外大栅栏时被飞溅火星引燃烧毁，城楼在当年冬天被生火取暖的印度士兵不慎烧毁，后均重建。为改善交通，正阳门瓮城在1915年被北洋政府内务总长朱启钤拆除。1965年经周恩来批示，正阳门城楼和箭楼得以保留。
北京内城的瓮城内都各有一座庙，而唯独正阳门有两座庙，西为关帝庙，东为观音庙。正阳门关帝庙内塑像为明朝原物，清朝皇帝由天坛郊祭回宫时必在庙内拈香。庙内有“三宝”，一为大刀，一为关帝画像，一为白玉石马。文革期间，正阳门关帝庙与观音庙一同拆除。

##### 崇文门
位于内城南垣东边，俗称哈德门。永乐十七年修建。正统朝之前名为文明门，沿用元大都城文明门之名。正统朝后取《左传》“崇文德也”之典改名崇文门。并在正统朝期间增建瓮城、闸搂、箭楼。
崇文门城楼面阔五间（通宽39.1米），进深三间（24.3米），城楼为两层，连同城台通高35.2米。重檐歇山顶，灰筒瓦绿琉璃剪边。箭楼与正阳门箭楼形状相似，但尺寸略小。瓮城宽78米，深86米，西面辟闸楼、券门。崇文门关帝庙在瓮城内东北角，南向。1900年，崇文门箭楼在义和团之乱中被英军开炮击毁，1920年拆除。1950年拆除崇文门瓮城。1966年拆除崇文门城楼。
- 崇文门是“景门”，有光明、昌盛之门的含义，其标志是镇海的崇文铁龟。由于靠近通惠河，崇文门也是北京各城门中最繁忙的城门，在明朝、清朝和民国初期均设有税关，所有进城货物、乃至入京大臣的随身行李，都要在崇文门纳税。慈禧太后“梳妆费”和民国时期总统年薪都由崇文门关税中支出。1924年冯玉祥發動甲子政變後，崇文门税关方告撤消。
- 在每天关闭城门的时候，只有崇文门会通过敲钟来提醒要出入城门的人。而其他城门则敲击一种形状扁平的打击乐器，这种乐器发声如“嘡”。因此老北京有“九门八嘡（点）一口钟”的说法，同时老北京口语里常说的“钟点”大概也来源于此。在过去北京南郊大兴县一带有很多酿酒的作坊，酒车常从崇文门进城，因此崇文门多走酒车，也有了“崇文门进酒车，宣武门出囚车”的说法。
- 文革期间拆除崇文门城楼时，发现该楼为明代所建的大木结构，木料为金丝楠木。其中部分木料后来用于故宫和天安门的翻修工程。

##### 宣武门
位于内城南垣西边。永乐十七年扩建北京南城墙时修建。正统朝之前沿用元大都城顺承门之名，民间谐音俗称为“顺治门”。正统朝时重建城楼，增建瓮城、闸搂、箭楼，并取张衡《东京赋》“武节是宣”改称宣武门。
宣武门城楼面阔五间（通宽32.6米），进深三间（23米），城楼为两层，连同城台通高33米。重檐歇山顶，灰筒瓦绿琉璃剪边。箭楼与正阳门箭楼形状相似，但尺寸略小。瓮城宽75米，深83米，东面辟闸楼、券门。宣武门关帝庙在瓮城内西北角，南向。1927年拆毁宣武门箭楼，1930年拆除宣武门瓮及箭楼城台，1965年拆除宣武门城楼。
- 宣武门俗称「死门」，多走囚车。其原因是当时北京的墓地多在今陶然亭一带，所以送葬的人多出宣武门，清代的刑场在菜市口，押送死囚的车也出宣武门。宣武门的标志是报时的宣武午炮。
- 宣武门在北京内城九门中地势最低。虽然平日流经内城的河道水系大多由正阳门东水关出城，但遇暴雨时，城中积水多涌向宣武门。据《光绪顺天府志》记载，康熙三十四年北京城暴雨，积水堵住宣武门城门，无法开启，最后由宣武门内象房的六只大象强行将城门拉开，城中积水才宣泄干净。

##### 东直门
位于内城东垣北边。原址为元大都崇仁门。永乐十七年取“东方盛德属木、为春”和“直东方也，春也”之意，改为现名。
东直门城楼面阔五间（通宽31.5米），进深三间（15.3米），城楼为两层，连同城台通高34米。重檐歇山顶，灰筒瓦绿琉璃剪边。箭楼与正阳门箭楼形状相似，但尺寸略小。瓮城为元朝末年所修，因为当时崇仁门为东垣正中城门，因此瓮城几乎为正方形，南北宽68米，东西深62米，南面辟闸楼、券门。东直门关帝庙在瓮城东北角，南向。1915年修建环城铁路时拆毁东直门瓮城和闸楼，1930年拆除东直门箭楼。1958年拆除箭楼城台。1965年拆除东直门城楼。
- 东直门的镇门之宝为门外之铁塔，铁塔内供奉有一座石雕的药王爷像。东直门多走运木料的车。
- 东直门瓮城尺寸在北京内城各门中是最小的，因此门内关帝庙也没有关羽塑像，而是用木制神主代替。老北京民间谚语中有“九门十座庙，一座无神道”之语，即指东直门关帝庙。

##### 朝阳门
位于内城东垣正中。原址为元大都齐化门。民间俗称亦为齐化门。
朝阳门城楼、箭楼形制与崇文门相似，城楼宽31.35米，深19.2米，城楼连同城台通高32米。瓮城宽68米，深62米，北侧辟闸楼、券门，朝阳门关帝庙位于瓮城东北角，南向。1900年朝阳门箭楼被日军火炮击毁，1903年重建。1915年修建环城铁路时拆除瓮城。1953年拆除城楼及其城台。1958年拆除箭楼。
- 朝阳门是北京的粮门，多走粮车。原因是该门离京杭大运河通惠河段很近，南方通过京杭大运河运来的漕粮都由此门入城，存放在朝阳门内的几座大仓库内。也正因如此，朝阳门的标志是瓮城门洞上所刻的一枝谷穗。朝阳门也有“杜门”的别称，有休息的意思。

##### 西直门

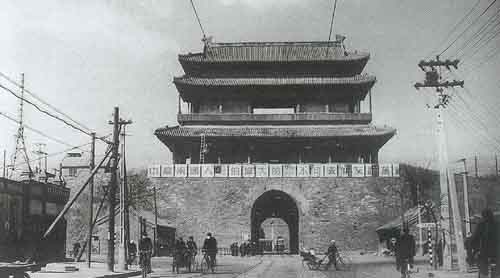
1953年的西直门

位于内城西垣北边。原址为元大都和义门。永乐十七年取西方属义之理改为现名。
西直门城楼、箭楼形制与东直门相似，城楼宽32米，深15.6米，城楼连同城台通高32.75米。瓮城宽68米，深62米，南侧辟闸楼、券门，西直门关帝庙位于瓮城东北角，南向，1930年代被拆除。西直门是北京最后一座保存完整的城门，但1969年修建北京地铁时仍将瓮城、箭楼、城楼全部拆除。其间曾在箭楼城台中发现元代修建的和义门瓮城门洞，但亦被拆除。
- 由于北京城内水质不佳，皇宫用水皆取自玉泉山，每天清晨，水车从西直门入城。因此西直门多走水车，其标志也就是瓮城的一块刻着水纹的石头。
- 和义门瓮城修建于元顺帝至正十九年，明初又继续使用了60多年，直至正统年间统一重修城门时才被包砌入箭楼城台中。

##### 阜成门
位于内城西垣正中。原址为元大都平则门。民间俗称亦为平则门。明洪武14年重修，正统元年重建。取《尚书》“六卿分职各率其属，以成九牧，阜成兆民”之典，改称阜成门。
阜成门城楼、箭楼形制与朝阳门相似，城楼宽31.2米，深16米，城楼连同城台通高30米。瓮城宽74米，深65米，北侧辟闸楼、券门。阜成门关帝庙位于瓮城东北角，南向。1935年拆除箭楼与闸楼。1953年拆除瓮城和箭楼城台。1965年拆除城楼。
- 由于此门离西山最近，而西山门头沟出产的煤又是北京城里必不可少的燃料，故煤车都从此门进城。也因此，阜成门之标志乃为是瓮城墙壁上刻着的一朵梅花。由于标志“梅”“煤”同音，老北京间有“阜成梅花报春暖”的说法。阜成门也叫“惊门”，有“公正”之意。

##### 德胜门

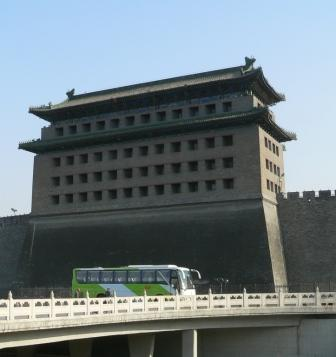
德胜门箭楼

位于内城北垣西侧。明初将元大都健德门改称德胜门，寓意明军以德取胜。洪武四年改筑北京城垣时向南移建。城楼宽31.5米，深16.8米，城楼连同城台通高36米。瓮城宽70米，深118米，在内城各城门中仅次于正阳门。瓮城西侧辟闸楼、券门。德胜门真武庙位于瓮城北边正中，南向。1915年拆除瓮城。1921年拆除城楼。1955年拆除城台。因该门瓮城南北进深很长，箭楼位置比安定门箭楼偏北50余米，未阻挡地铁施工，因此未被拆除。1979年拟拆除箭楼，后得以保留。
- 明清军队凯旋时从此门入城，仁义之师要从此门出入，因此此门多出入兵车，德胜门也叫“修门”，有品德高尚之意。

##### 安定门
位于内城北垣东侧。明初将元大都安贞门南移修建，并改称安定门，取“天下安定”之意。城楼宽31米，深16.05米，城楼连同城台通高36米。瓮城宽68米，深62米。瓮城西侧辟闸楼、券门。1915年拆除瓮城。1969年拆除箭楼、城楼。
- 北京内城其他七座城门的瓮城内都建有关帝庙，惟独安定门和德胜门瓮城内修建的是真武大帝庙。军队出发亦从此门出城。
- 安定门也叫“生门”，有“丰裕”之意，所以皇帝要从此门出去到地坛祈祷丰年。安定门外的粪场比较多，因此粪车多从安定门出入。
- 拆除安定门前，曾对城楼建筑作应力测试，用钢丝捆缚城楼大木支柱，然后用绞车拖拉，楼体倾角至15度仍未倒塌。

#### 内城新辟城门
- 水关门：位于正阳门东水关处，1905年东交民巷使馆界工部局将水关河道上加盖水泥板，并在城墙上原水关位置开辟门洞，形成城门，以便日后围城时及时撤至正阳门火车站。门洞内安置铁门两扇，两侧挖有耳室，供值班卫兵休息。
- 和平門：位于内城南城墙，正阳门和宣武门之间。1926年开辟，以便利内外城之间的交通。该门无城楼、瓮城之设，仅仅是在墙体上开辟两个门洞，并将该处墙体略增高增厚。初名“新华门”，1927年改名“和平门”，以区别于中南海新华门。门洞高13米，宽10米，各装两扇铁门。1958年将门洞拆除，改为豁口。
- 建国門：位于内城东垣南端，北京古观象台东北角处。1939年伪北京市政府拆除此处城墙，开辟一宽7.9米的倒八字形豁口，取名“启明门”。1945年改称建国门。1957年随内城城墙一道拆除。
- 复兴門位于内城西垣南端，与建国门相对的位置。1939年伪北京市政府拆除此处城墙，开辟一宽7.4米的倒八字形豁口，取名“长安门”。1945年改称复兴门，并增建一座高12.6米的城台和一座宽10米的单券拱门。1955年拆除。

#### 内城角楼

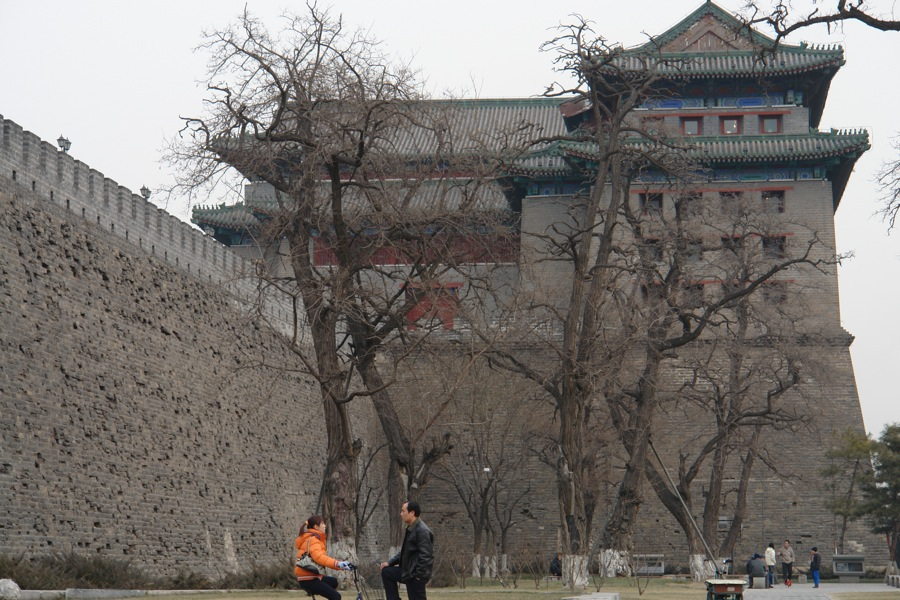
东南角楼

北京内城有四座角楼，其形制基本相同，为重檐歇山顶灰筒瓦绿琉璃剪边建筑，平面呈曲尺形。角楼高度为17米，连同城台通高为29米左右。朝外的两面分别宽35米左右，各设四层箭孔，每层14个。侧面亦设有四层箭孔，每层四个。角楼背面设方形的大孔，安装木栅窗，供通风和采光用。角楼内为中空建筑，仅沿箭孔设四层楼板。
北京内城四座角楼中，仅东南角楼因临近铁路，担心拆除工作影响铁路通行而幸存。其它的三座角楼，东北角楼在1920年拆除，城台于1953年被拆除；西北角楼1900年被俄军火炮击毁，城台于1969年拆除；西南角楼因无力维修于1930年代拆除，城台于1969年大部分拆除，仅余小部分。

### 皇城

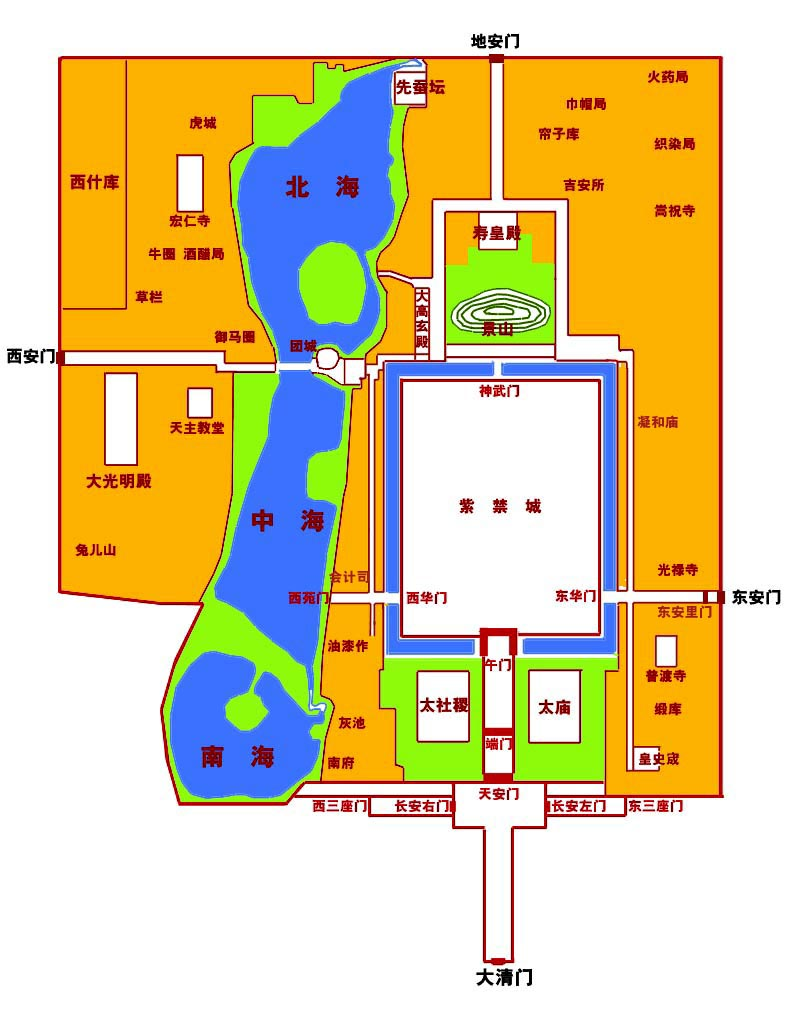
清代北京皇城平面图

北京皇城修筑于明朝永乐年间，是在元大都皇城的基址上向东、北、南三面扩建而成的，是北京宫殿城池建设的配套工程。平面呈长方形，西南角因避让庆寿寺而缺一角。墙高约7至8米，底厚2米，顶厚1.7米，外刷红赭色泥灰，上覆黄琉璃瓦。皇城城墙周长18里（北城墙2506米，南城墙1701米，西城墙2756米，东城墙3724米），共有七门（一称四门、六门、八门），其中天安门、地安门、东安门、西安门就是“内九外七皇城四”中所指的皇城四门：
1. 大明门：皇城正门。为砖石结构宫门式建筑，基础为汉白玉须弥座，单檐歇山顶黄琉璃瓦，面阔五楹，正中辟三门阙，汉白玉门槛。1644年清顺治元年改名为大清门。门上镶嵌汉白玉石匾，上有青金石琢磨的“大清门”三字，背面为“大明门”三字。辛亥革命后，1912年将此门改名为中华门，改悬蓝地金字“中华门”木匾。为扩建天安门广场，在前苏联专家的建议下，中华门于1954年被拆除。现址为毛泽东纪念堂。
2. 长安左门：位于天安门左前方。规制与大明门相似。明清殿试后在此门外发榜，因此又称“青龙门”或“龙门”。为扩建长安街，于1952年拆除。
3. 长安右门：位于天安门右前方。规制与大明门相似。明清时在此门内的西千步廊勾决死刑犯人，因此又被称为“白虎门”或“虎门”。为扩建长安街，1952年拆除。
4. 承天之门：清朝改称天安门。在皇城南垣正中。《大明会典》以大明门为皇城正门，承天之门和端门则为宫城正门的外门。《大清会典》则称“天安门为皇城正门”，大清门为正门外的复门。城门建于城台之上，城台高13米，底部为汉白须弥座，辟五道门阙。城台上为九间五进重檐歇山顶殿宇（明初为五间三进），覆黄琉璃瓦，通高33.7米。1958年对城台进行改造，将登城马道包入城台内。后又有多次改造、翻修和大修。
5. 端门：在天安门之北，其规制与天安门相同。端门可以算作午门的外门，相当于周礼天子五门之制里的雉门或库门。[註 3]
6. 东安门：位于皇城东垣偏南，单檐歇山顶黄琉璃瓦，木结构殿宇式建筑，面阔七间，进深三间，中辟三门，各有一对红漆金钉门扇。门内另有东安里门，为随墙门式建筑。1912年曹锟兵变推翻张勋时被焚毁。2001年将遗址清出辟皇城遗址公园。
7. 西安门：位于皇城西垣偏北。规格同东安门。1950年12月1日因附近摊贩不慎失火而被焚毁，后文化部文物局制作楠木模型纪念。
8. 北安门：位于皇城北垣中轴线上。明朝时俗称“厚载门”[註 4]。清朝改名地安门。规格同东安门，但体量稍大。1954年至1956年拆毁。目前正在商议重建。

### 宫城

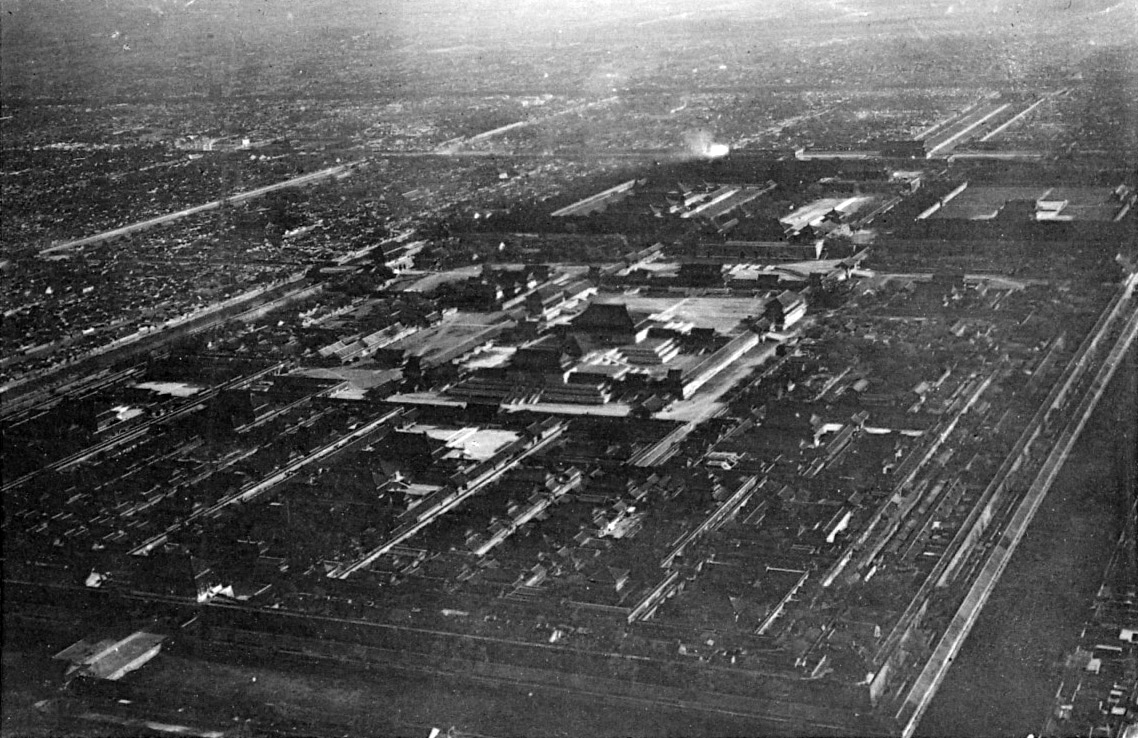
1900年或01年，法军用热气球拍摄的紫禁城。

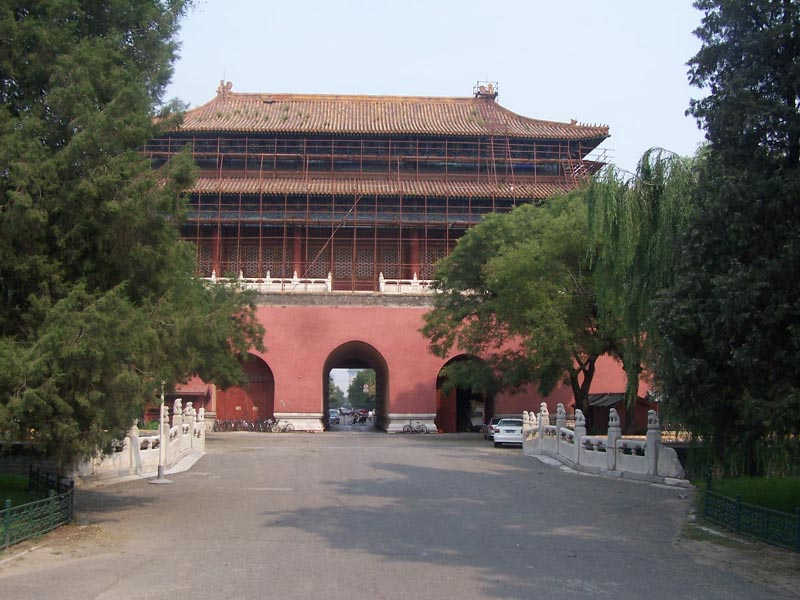
故宫大修时维护中的东华门

宫城即紫禁城建于明永乐四年至十四年。城墙周长3.4公里，高10米，基厚8.62米，顶宽6.66米，上有高0.84米的雉堞。城墙内外各包2米厚的城砖，内为夯土及石块。城墙宫城四角有重檐歇山顶十字曲尺形角楼。宫城辟四门：
1. 午门：宫城正门。建于13.5米高的凹字形城台上，正楼为九间五进重檐庑殿顶殿宇，左右为深阔各五间的方亭，向南各以十三间廊庑（俗称“雁翅楼”）与南端方亭连接。乾隆朝后在城台左右两阙下分置嘉量、日晷。城台正中辟三门阙，为过梁式方门，城台左右拐弯处有两座掖门。
2. 玄武门（神武门）：宫城北门。五间三进重檐庑殿顶殿宇，无雀替。下为三阙过梁式方门。明清时此门外还有北上门，1950年代拆除
3. 东华門：宫城东门，规制与神武门相同。
4. 西华门：宫城西门，规制与神武门相同。

此外，《清会典》中有宫城辟六门的记载，是将午门东西两阙下的掖门算作单独的城门。《光绪顺天府志》则引明代《酌中志》、《长安客话》，称明朝紫禁城为八门
。

## 护城河及水系

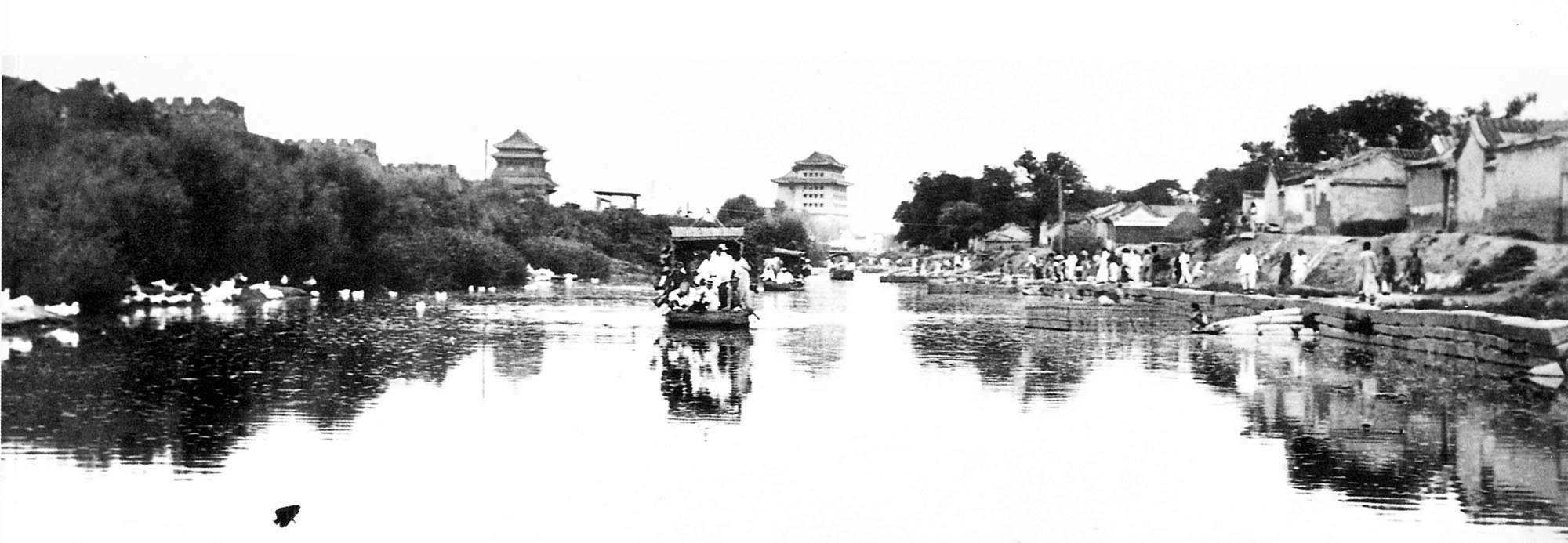
北京内城护城河南段，远处为正阳门城楼及箭楼

今北京城之前身——元大都城的四周都有护城河。1368年明朝军队占领元大都后将北城墙南移，利用挖土筑城后留下的沟渠修建了北护城河，同时开凿出前三门护城河，使原先元大都的东、西护城河与前三门护城河相连接。嘉靖朝修筑外城墙时，也开凿了护城河。
北京护城河水系来水方向为西北玉泉山、白浮泉等地，经长河抵西直门外高梁桥，然后分为两路。一路向东，经德胜门水关再分为两支，南支注入城中积水潭、三海，进入宫城护城河（筒子河），然后经正阳门东水关流入内城南护城河；东支继续东行，在东北角楼处南转成为东护城河，在东便门西水关以北同内城南护城河合流。第二路从高梁桥向南，在西便门水关分为两支，一支转向东，成为内城南护城河；另一支向西、向南，成为外城护城河，在东便门水关与内城南护城河和东护城河汇合，注入通惠河。
|  | 紫禁城 北京 护城河 沙河 白河 桑干河 卢沟桥 通州 烟墩港 榆河 南长河 通惠河 天通桥 石霸 运河         |
|  | 明代吳仲撰《通惠河志》中的“通惠河源委圖”（中国古代地图的方位习惯与现在相反，为上南下北左東右西）。 |

北京内城护城河以正阳门之东的南河道最宽，为30至50米；东直门与朝阳门间河道最窄，约10米。河水最深处3米，最浅处（阜成门附近）为1米左右。外城护城河比内城窄、浅。经过多年使用，至清朝末年，护城河已与天然河道无异。
在北京城墙上设有水关，为城市进水、排水通道。内城有七座水关：德胜门西水关（内城进水口，三孔）、东直门南（排水口，一孔）、朝阳门南（排水口，一孔）、崇文门东（排水口，一孔）、正阳门东（排水口，一孔）、正阳门西（排水口，三孔）、宣武门西水关（排水口，一孔）共七座水关。外城设西便门东水关（外城进水口，三孔）、东便门西水关（外城进水口，三孔）和东便门东水关（内城、外城总排水口，三孔）共计三座水关。水关基础为三合土夯筑，上覆石板、石块，再覆城砖，顶部砌成券顶式或过梁式。每座水关均设二至三层铁栅栏，并派士兵看守
护城河对旧时北京的城市生活发挥了巨大的作用。明朝永乐年间至清朝中叶，南护城河东段为水路运送漕粮的主要渠道。而前三门护城河和南护城河是冬季冰上运输线。百姓出游多从东护城河登舟，沿河南行出东便门，经通惠河远游通州一带。每逢中元节，黎民百姓涌向前三门护城河，放河灯、赏河灯，冬季则从河上取冰。此外护城河内还种植莲藕、茨实，养殖鱼鸭，在经济方面具有很高的价值。 
1953年的测算数据显示，北京护城河的总长为41.19公里。然而随着北京城区面积的快速扩大，护城河相继被填或变成了暗河。1960年代，前三门护城河被改成暗河；西护城河、东护城河、北护城河相继在70年代被改成了暗河。如今，北京护城河只有内城北护城河、外城的南护城河还保留了露天河道。
除护城河外，市内不少颇具历史文化价值的湖泊于20世纪60年代中期至70年代中期被填没（如太平湖），填埋水面面积总计达到了33.4公顷。其它一些城区水系，如龙须沟、莲花池等等，或被填没，或面积缩小。不过，北京政府后亦将外城及城西一些原先散落不连贯的小型水洼连接成为大型湖泊，如陶然亭湖、龙潭湖、玉渊潭湖、紫竹院湖等。1950年代后又新建了昆玉河、京密引水渠等河道。

## 城防体系
明清时期的北京城防体系由城墙（包括箭楼、角楼、敌台等附属建筑）、护城河和驻守部队组成。

### 明代
明朝时，在京师及周围地区常驻的部队称京军（或称京营），分为五军营、三千营和神机营，皆创建于永乐朝。三营又分为七十二卫，编为中军，左掖军、右掖军，左哨军、右哨军等共“五军”。京军主要驻扎在德胜关外（即元大都土城健德门遗址）以西，部分部队驻扎在京畿近郊，如南苑、通州、卢沟桥、昌平皇陵和居庸关等地 。明英宗土木堡之变后京军覆没，于谦改为从诸营中选取精兵约十万，编为十营团练（明宪宗时改为十二营），其统帅机关分别设在内城的东官厅和西官厅，并在内城和外城设多处教场，供驻扎及操练之用。皇城和宫城的守卫工作亦由五军、三千、神机三营担任，后增设锦衣卫、腾骧卫，指挥官包括“锦衣卫大汉将军”、“红盔将军”、“明甲将军”、“把总指挥”等名目，在皇城内设置“红铺”，驻兵拱卫。明制城门晨启晡闭，城门关闭之后人不得随意进出（玉泉山水车除外）。夜间城内街道上有巡城兵丁，禁止庶民犯禁闯夜，一些主要街道上还设栅栏阻断交通。城墙上平时不驻军，遇敌军来袭、兵薄京师时，方登城守卫。 明朝中叶以后，蒙古和后金军队多次攻抵北京城下，京师多次宣布戒严，关闭城门，严禁人员出入。元大都土城明时仍为京师的辅助防线，俺答之变时，在土城（尤其是改名“德胜门外土关”的健德门附近）仍有明军驻守。

### 清代
驻北京清军主力为骁骑营（旗营），分区驻扎于北京内城：镶黄旗在安定门内，正黄旗在德胜门内，正白旗在东直门内，镶白旗在朝阳门内，正红旗在西直门内，镶红旗在阜成门内，正蓝旗在崇文门内，镶蓝旗在宣武门内。各旗均拨有官厅、营房和堆拔房（哨所）。除骁骑营外，北京城防驻军还包括前锋营、护军营、步军巡捕营、健锐营、火器营、神机营（咸丰十一年设）、虎枪营 此外，自雍正朝起，在圆明园至香山一带设有圆明园八旗护军营，以拱卫御园。 内城九门中，除正阳门外的八门也按照这一分布由八旗士兵各自防守，由满洲、蒙古和汉军士兵分值。但是城门领（负责城门守卫工作的军官）则由其他旗的军官担任：安定门首领为正蓝、德胜门首领为镶蓝、东直门首领为镶白、西直门首领为镶红、朝阳门首领为正白、阜成门首领为正红、崇文门首领为镶黄、宣武门首领为正黄旗人。正阳门由八旗轮值。外城七门中，镶黄旗汉军值东便门，正黄旗汉军值西便门，正白旗汉军值广渠门，正红旗汉军值广安门，镶蓝、镶白二旗汉军值左安门，镶红旗汉军值右安门，正蓝旗汉军值永定门。 雍正六年，在内城各城门（除正阳门外）建八旗值房，每座城门均为营房四百六十间、守门班房九十间、更房十五间，共计三千六百八十间。此外在城外还有一万六千间营房供八旗兵丁居住，每旗分配两千间，满洲兵一千五百间，蒙古兵五百间。此外在内城城墙上还设有堆拔房一百三十五所，其中一百零六所内贮旗帜、火炮、火药、火枪。乾隆十年，在内城九门城楼附近又增盖房屋二百四十一所，每所三间。外城城墙上，原有外城巡捕三营官兵的自建土坯住房，乾隆时期多已倾塌，因此在乾隆十年增设外城堆拔二十八处、八旗营房三千六百一十六间。 清朝时期，骁骑营八旗守军一般不在城墙上居住，而是居住在城门内外，以便防守。只有皇帝出宫前往圆明园、天坛等地时方登城扈卫。惟宣武门上常驻守城兵丁，每日午时发射信礮（午炮）
明清城池的守卫武器包括火炮、火铳、弓箭等。在崇祯二年（1629年）后金军队攻打北京、以及崇祯十七年李自成军围攻北京时，城墙上的明朝守军都曾发炮还击。晚清时期，在第二次鸦片战争中，因北京城防森严，已进抵京北德胜门至安定门一线的英法联军放弃攻打北京城的企图，转而攻打圆明园和海淀。在1900年8月13日至15日八国联军攻打北京的战役中，北京城池也体现了极强的防御作用。根据联军记载，清军守城部队凭借满城（内城）城墙高大宽厚的优势，在墙上居高临下向攻城军队射击。俄军和日军试图用火棉炸毁东直门、朝阳门的城门，但试图点燃引信的士兵多次被墙上守军击毙。此外，北京城池的瓮城、敌台、角楼在此役中也协助清军构建了多处强大的火力阵地，例如8月13日夜间，俄军虽然攻破东便门箭楼城门，但在瓮城内仍遭到清军火力夹击，无法前进，直至14日上午援军到来才夺下东便门城楼。甚至在联军攻破外城和内城后，皇城的城墙城门仍起到了一定的防御作用。8月15日清晨美军使用火炮轰击天安门城门，竟未轰开，后用日军工兵送来的云梯登城，方能夺占。 此外，在1937年7月25日的“广安门事件”中，驻丰台的日军一个大队（营）以“护侨”和“保护东交民巷使馆区”为由开入北平城，在其车队进入广安门时，防守城门的20余名中国军队用机枪居高临下对其予以狙击，迫使日军放弃进入北平城的企图，证明北京城池在现代战争中仍有重要的防御意义。

## 影响
北京城池是中国历史上最后两个王朝的国都所在，也是最后營建的一座帝王都城。作为封建王朝的政治、文化、军事和经济中心，北京城在许多方面体现了明清时代中国城市规划和城市建设的最高成就，集中国都城建设之大成。北京城池在营建中总结并吸收了元大都、明南京城和明中都城建设中的设计优点，是元及以后的都城和宫室制度的总结。明初的北京城池经过精心规划，平面整齐划一，自南向北延伸的中轴线把全城一分为二，左右布局对称，体现了儒家“居中不偏”、“不正不威”的思想。全城平面以宫城为核心，在宫城之北的全城几何中心点上布置“镇山”——万岁山（景山），宫殿、御苑、离宫和皇室生活服务设施全部集中于皇城中，其南为衙署集中区，其外依次以内城、外城为拱卫。城中街道平直整齐，错落布置府第、寺院、道观、商业区和风景区，礼制建筑向四面展开，外围布置以皇家苑囿、皇陵、长城，自内向外井然有序，体现了皇权至上的观念，使其庄严宏丽程度远远胜于元大都。在城防建筑的设计上，北京城池也吸取了北宋《武经总要》和南宋时期已经发展健全的城池建造经验，以砖石城墙为基础，箭楼、角楼、瓮城、敌台、闸楼、城壕等为依托，组成了平面和立体的综合防御体系，是中国古代城市建筑史上防备最完善的都城之一，反映了封建社会后期建筑工程技术的极高水平。
北京城池被美国建筑师E.N.Bacon称为是“地球表面上，人类最伟大的个体工程”。瑞典学者喜龍仁曾著有专著《北京的城墙和城门》来描述北京城池的壮丽景观，其在书中这样写道：“如果我们把它（北京城）比作一个巨人的身躯，城门好像巨人的嘴，其呼吸和说话皆经由此道，全城的生活脉搏都集中的城门处。由此出入的，不仅有大批车辆、行人和牲畜，还有人们的思想和愿望，希望和失望，以及象征死亡或崭新生活的丧礼和婚礼行列。在城门处你可以感受到全城的脉搏，以至全城的生命和意志通过这条狭道流动着——这种搏动，赋予北京这一极其复杂的有机体以生命和运动的节奏。”在书的最后，喜仁龙对北京城池是否能够延续感到悲观。1949年中共执政后因发展工业大力改造旧城，北京的城墙及护城河在近三十年间先后消失，十分遗憾的未能保存下来。

## 保护与复建

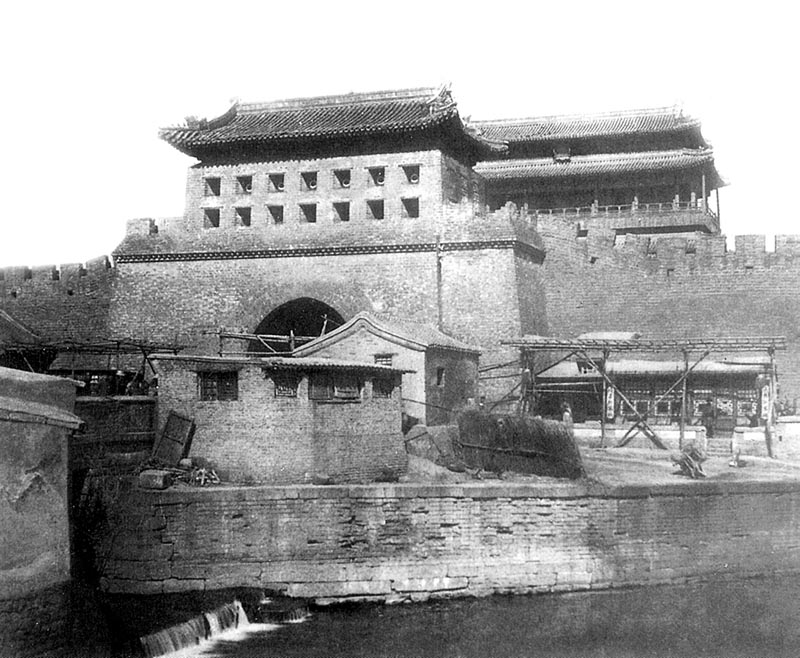
1950年的永定门瓮城、箭楼和城楼

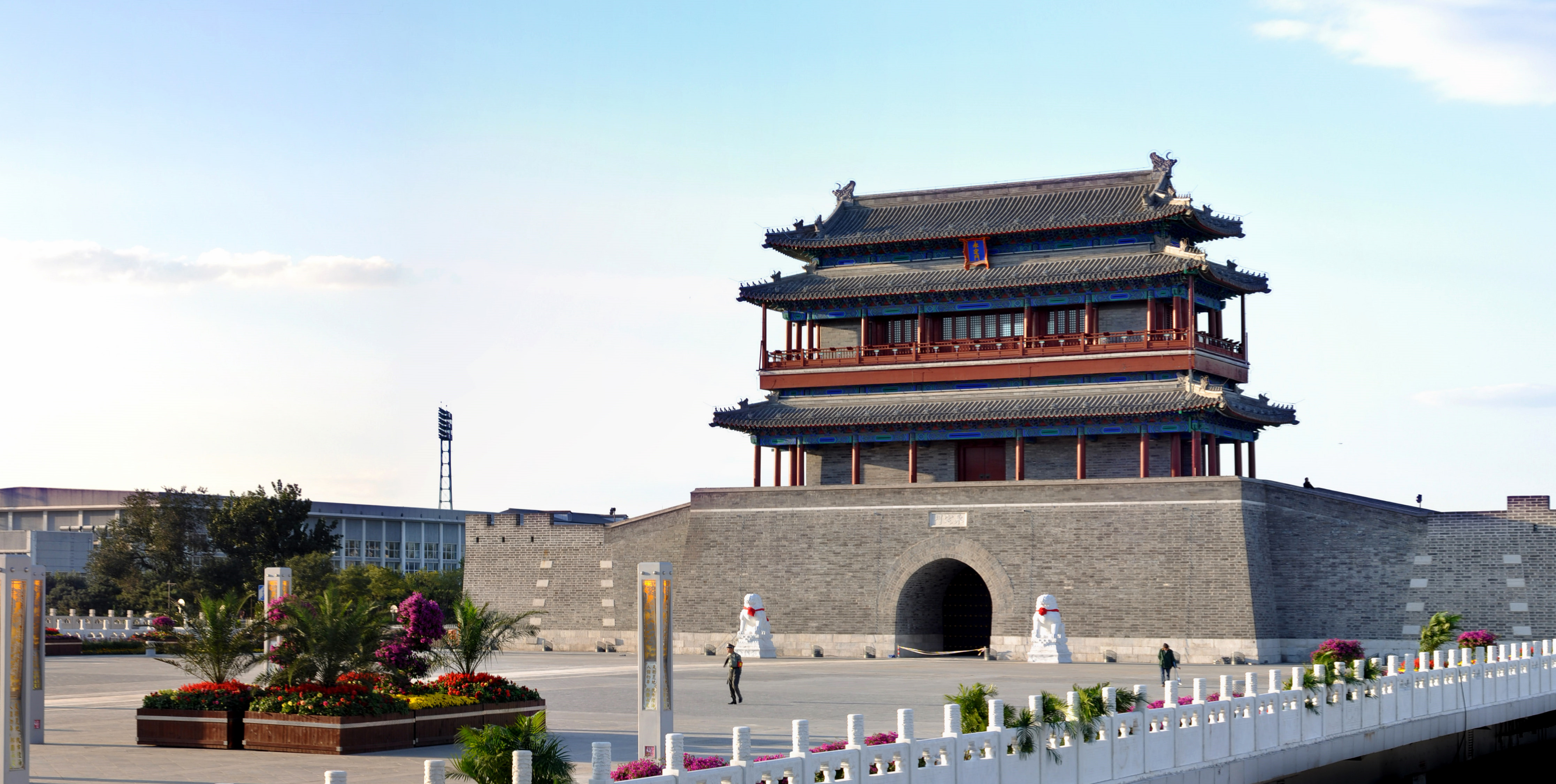
重建的永定门城楼

1978年獲邀返華參與開發的華裔美籍建築師貝聿銘，拒絕在紫禁城附近設計高層建築，還敦促當局頒布禁令，保護紫禁城不受現代化發展的「破壞」。
1982年始北京制定的城市總體規劃方案，首次提出城區的整體保護與嚴格限高，往後的城市規劃與建築方案等均有沿襲這種思路。
随着复兴传统文化的声音渐强与北京迎接第29届奥运会的到来，海内外各界陆续有人提出恢复北京凸字形城池，再现昔日京城风貌。永定门的复建即为一例。恢复北京城池的举措包括恢复护城河，复建前三门，乃至整个内城所有的城门等等。然而，由于原北京城池（墙）所处土地现多已被占有开发，因此重建城池在行动上相当有难度。可行性较大的工作包括对北京城池现存的城楼、箭楼、角楼和城垣进行保护，以及复建部分城墙。2001年至2002年，位于北京站南的北京内城南城垣东段城墙被整理修复，作为“北京明城墙遗址公园”开放。2005年至2006年，北京内城东城垣南段遗址整修完毕，也被纳入明城墙遗址公园。此后在讨论中的规划包括恢复北京古观象台段的城墙和敌台，以及复建外城东南角楼、恢复正阳门瓮城等。
北京外城东南角楼复建工程于2012年启动，2015年末完工，2017年10月28日作为角楼图书馆（东城区图书馆分馆）对公众开放，东城区第二图书馆（原崇文区图书馆）的7000本地方文献均转移至此。

### 引用
1. ↑  《明史纪事本末》、《纲鉴易知录》卷八
2. 1 2 3  《北京城垣的保护与拆除》,《北京规划建设》1999年第2期
3. ↑  佚名, Anonymous.  卷五十七. 明. 壬戌文武群臣淇国公丘福等请建北京宫殿以备巡幸遂遣工部尚书宋礼诣四川吏部右侍郎师逵诣湖广户部左侍郎古朴诣江西右副都御史刘观诣浙江右佥都御史仲成诣山西督军民采木人月给米五斗钞三锭命泰宁侯陈圭北京刑部侍郎张思恭督军民匠砖瓦造人月给米五斗命工部徵天下诸色匠作在京诸卫及河南山东陕西山西都司中都留守司直隶各卫选军士河南山东陕西山西等布政司直隶凤阳淮安扬州庐州安庆徐州和州选民丁期明年五月俱赴北京听役率半年更代人月给米五斗其徵发军民之处一应差役及闸办银课等项悉令停止
4. 1 2 3 4  《大清会典》
5. ↑  《明史纪事本末》、《甲申传信录》
6. ↑  贝聿铭与北京城 （页面存档备份，存于） 2019-05-17  新京报
7. 1 2  駐京周記：貝聿銘的貢獻：保護老北京 （页面存档备份，存于） 明報 2019年5月19日
8. 1 2  . 人民日报海外版. 2015-12-22  [2024-12-13]. （原始内容存档于2024-12-22）.
9. 1 2 3  《光绪顺天府志》京师志一·城池
10. ↑  乾隆钦定《日下旧闻考》，卷十三
11. ↑  《城记》，p309
12. ↑  《城记》，p300
13. ↑  《光绪京师城内河道沟渠图》
14. ↑  《明会典》卷二百，《光绪顺天府志》京师一
15. 1 2 3 4  《明史·兵志一》
16. ↑  《明史纪事本末》、《甲申传信录》
17. 1 2  《光绪顺天府志·京师志八：兵制》
18. ↑  《大清会典》、《光绪顺天府志·京师志八：兵制》
19. ↑  [日]佐原笃介《拳乱记闻》
20. 1 2  《瓦德西拳乱笔记》
21. ↑  《中国古代城市地理》, p230
22. ↑  《中国古代建筑史》第四卷，p31
23. ↑  《中国古代城市地理》, p84
24. ↑  .   [2006-11-30]. （原始内容存档于2008-01-07）.
25. ↑  《北京的城墙和城门》，喜仁龙著
26. ↑  参见《北京日报》、《北京晚报》在2003年至2006年对北京城垣复建计划的相关报道
27. ↑  . 北京日報. 2018-03-08  [2024-12-13].

## 延伸阅读
[在维基数据编辑]
 《欽定古今圖書集成·方輿彙編·職方典·京畿總部》，出自陈梦雷《古今圖書集成》